# Torneo femenino de rugby 7 en los Juegos Olímpicos de la Juventud de Buenos Aires 2018
El torneo femenino de rugby 7 en los Juegos Olímpicos de la Juventud de Buenos Aires 2018, fue la segunda vez que se hizo presente el rugby en los juegos.
Se disputó en el Club Atlético San Isidro, sede la Boya en Buenos Aires, Argentina

## Desarrollo

#### Posiciones
| Pos. | Equipo        | Encuentros | Encuentros | Encuentros | Encuentros | Tantos  | Tantos    | Tantos     | Puntos |
| Pos. | Equipo        | jugados    | ganados    | empatados  | perdidos   | a favor | en contra | diferencia | Puntos |
| ---- | ------------- | ---------- | ---------- | ---------- | ---------- | ------- | --------- | ---------- | ------ |
| 1    | Nueva Zelanda | 5          | 5          | 0          | 0          | 169     | 27        | 142        | 15     |
| 2    | Francia       | 5          | 4          | 0          | 1          | 178     | 45        | 133        | 13     |
| 3    | Canadá        | 5          | 3          | 0          | 2          | 125     | 85        | 40         | 11     |
| 4    | Colombia      | 5          | 2          | 0          | 3          | 66      | 119       | -53        | 9      |
| 5    | Kazajistán    | 5          | 1          | 0          | 4          | 44      | 142       | -98        | 7      |
| 6    | Túnez         | 5          | 0          | 0          | 5          | 19      | 183       | -164       | 5      |

#### Resultados
| 13 de octubre | Canadá | 50 - 7 | Túnez |  |  |

| 13 de octubre | Francia | 45 - 0 | Kazajistán |  |  |

| 13 de octubre | Nueva Zelanda | 38 - 5 | Colombia |  |  |

| 13 de octubre | Canadá | 24 - 15 | Kazajistán |  |  |

| 13 de octubre | Francia | 47 - 0 | Colombia |  |  |

| 13 de octubre | Nueva Zelanda | 53 - 0 | Túnez |  |  |

| 14 de octubre | Colombia | 36 - 0 | Kazajistán |  |  |

| 14 de octubre | Francia | 41 - 0 | Túnez |  |  |

| 14 de octubre | Nueva Zelanda | 20 - 5 | Canadá |  |  |

| 14 de octubre | Túnez | 5 - 24 | Kazajistán |  |  |

| 14 de octubre | Canadá | 27 - 10 | Colombia |  |  |

| 14 de octubre | Nueva Zelanda | 26 - 12 | Francia |  |  |

| 15 de octubre | Nueva Zelanda | 32 - 5 | Kazajistán |  |  |

| 15 de octubre | Francia | 33 - 19 | Canadá |  |  |

| 15 de octubre | Colombia | 15 - 7 | Túnez |  |  |

### Definición 5° puesto
| 15 de octubre | Kazajistán | 12 - 0 | Túnez |  |  |

### Final de bronce
| 15 de octubre | Canadá | 24 - 19 | Colombia |  |  |

### Final de oro
| 15 de octubre | Nueva Zelanda | 15 - 12 | Francia |  |  |

### Medallero
| Evento | Oro                            | Plata                       | Bronce                                 |
| ------ | ------------------------------ | --------------------------- | -------------------------------------- |
|        | Campeón Olímpico Nueva Zelanda | Subcampeón Olímpico Francia | Ganador de la Medalla de Bronce Canadá |